# Marek Antosz
Marek Antosz (ur. 17 listopada 1967 w Szczurowej) – polski poeta, prozaik, dziennikarz, nauczyciel.

## Życiorys
Ukończył filologię polską w Wyższej Szkole Pedagogicznej w Krakowie, studia podyplomowe z historii i wiedzy o społeczeństwie na Uniwersytecie Rzeszowskim oraz z zarządzania i przedsiębiorczości na Akademii Ekonomicznej w Katowicach. Jako poeta debiutował w krakowskim tygodniku „Wieści” (1994). Pracował jako dziennikarz w tygodniku „Zielony Sztandar”. W latach 2000–2018 był redaktorem naczelnym lokalnego kwartalnika „W Zakolu Raby i Wisły”. Swoje teksty publikował także na łamach „Czasu Krakowskiego”, „Chłopskiej Drogi”, „Dziennika Polskiego”, „Gazety Krakowskiej”, „Głosu Nauczycielskiego”, „Gospodarza. Poradnika Sołeckiego”, „Intuicji Przydrożnych”, „Konspektu”, „Nowej Wsi”, „Obrzeży”, „Piasta Tarnowskiego”, „Poezji dzisiaj”, „Salonu Polskiego”, „Sycyny”, „Tarnin”, „TEMI”, „Wici”, „Wzrastania”, „Zarzewia”, „Ziemi Bocheńskiej”.
Należał do Związku Literatów Polskich oraz Stowarzyszenia Dziennikarzy im. W. S. Reymonta, był członkiem grupy poetyckiej „Obserwatorium”. W 1996 r. założył Tarnowski Klub Literacki – Koło Młodych Autorów ZLP i ogłosił jego program. 
Przewodniczący Zarządu Wojewódzkiego Związku Młodzieży Wiejskiej w Tarnowie (1990–1992), zasiadał w zarządzie krajowym tej organizacji. W 2002, 2006, 2010, 2014 i 2018 wybierany na radnego powiatu brzeskiego. Od 2006 do 2024 pełnił funkcję członka zarządu powiatu brzeskiego. W latach 1999–2017 był dyrektorem Publicznego Gimnazjum im. W. S. Reymonta w Szczurowej.

## Publikacje
- Nie mogę sięgnąć, Oficyna Cracovia, Kraków 1995;[9]
- Prozaik w poetę przemieniony, Związek Literatów Polskich – Oddział w Krakowie, Kraków 1996;
- Na skraju duszy, Tarnowska Fundacja Kultury, Tarnów 2003.

Antologie
- XXIII Krakowska Noc Poetów, Związek Literatów Polskich – Oddział w Krakowie, Kraków 1995
- Tarnowskie Koło Młodych Autorów. Wiersze, Związek Literatów Polskich – Oddział w Krakowie, Kraków 1996
- XXIV Krakowska Noc Poetów, Związek Literatów Polskich – Oddział w Krakowie, Kraków 1996
- Biały autobus. Almanach tarnowskich poetów, Tarnowska Oficyna Wydawnicza, Tarnów 1996
- Za młynem w Wąglanach, Oficyna Wydawnicza STON I, Wąglany 1996
- Proza, proza, proza… (opowiadania, fragmenty, eseje, notatki), tom 2, 3, Związek Literatów Polskich – Oddział w Krakowie, Kraków 1996, 1997
- XXV Krakowska Noc Poetów, Związek Literatów Polskich – Oddział w Krakowie, Kraków 1997
- XXVI Krakowska Noc Poetów, Związek Literatów Polskich – Oddział w Krakowie, Kraków 1998
- Almanach młodych. Poezja i proza, Związek Literatów Polskich – Oddział w Krakowie, Kraków 1999
- Choinka literacka 1999,  Związek Literatów Polskich – Oddział w Krakowie, Kraków 2000
- XXVIII Krakowska Noc Poetów, Związek Literatów Polskich – Oddział w Krakowie, Kraków 2000
- Bramy poezji. Arkusz literacki Grupy Poetyckiej „Obserwatorium”, Tarnów 2001
- Poeci skazani na rozterkę, Oficyna Wydawnicza Wektory, Oddział Tarnowski Stowarzyszenia Autorów Polskich, Tarnów 2007

Opracowania
- Marian Morawczyński, Od Raby do Wisłoki – szlakami pióra. Związki regionu tarnowskiego z literaturą, Tarnowskie Towarzystwo Kulturalne, Tarnów 1995

## Odznaczenia i wyróżnienia
- Nagroda Literacka „Głosu Nauczycielskiego” (1995)
- Brązowy Krzyż Zasługi (2005) za zasługi w działalności na rzecz społeczności lokalnej[10]
- Odznaka Honorowa „Za Zasługi dla ZMW”[11]